# 進化主義
進化主義（しんかしゅぎ、evolutionism）は、世界中の未開社会の情報を網羅すれば、人類の文化がどのように進化したかを描くことができるとする考え方のことである。
- 社会の進化にはスピードの差がある
- 未開社会から近代西欧社会への一元的進化
- 現在の異文化の姿は過去の社会の姿である

という3つの仮定を理論の前提としている。
後に機能主義の人類学に｢アームチェア・アンソロポロジスト｣と揶揄される。

## 古典的進化主義
一線的文化進化論ともいう。ハーバート・スペンサーの社会進化論は、進化という言葉を広く普及させた。法学者のJ・J・バッハオーフェンは『母権論』(1861)で、人類の最初の社会は乱婚とし、そこから母権社会が生まれ、やがて父権社会に移行すると考えた。『古代法』(メーン 1861)は古代ローマを事例に、血縁社会から地縁社会への発達を考えた。

### タイラー
エドワード・バーネット・タイラーはアニミズムを宗教の原初段階とし、精霊崇拝、多神教、一神教へと発達すると考えた。また文化には発展し、機能を失っても残存する部分があるとして、文化進化の前段階を再構築するための手がかりと考えていた。

### モーガン
ルイス・ヘンリー・モーガンは、親族名称の体系に着目して組織原理について研究し(『人類の血族と婚姻の諸体系』)、さらに政治集団・財産の所有・生産文化を総合的に関連させた社会史を構想した。

## 新進化主義
多線的文化進化論ともいう